# Eurycope pavlenkoi
Eurycope pavlenkoi är en kräftdjursart som beskrevs av Gurjanova 1933. Eurycope pavlenkoi ingår i släktet Eurycope och familjen Munnopsidae. Inga underarter finns listade i Catalogue of Life.